# Interlude (ep)
Interlude is een extended play van de Duitse powermetalband Iron Savior, bestaande uit vijf livenummers, vier nieuwe 'studionummers' en een cover.

## Geschiedenis
De livenummers zijn opgenomen op het Wacken Open Air-festival in 1998 tijdens hun promotietournee voor het eerste album, Iron Savior. De nieuwe nummers zetten het sciencefictionverhaal voort dat verteld werd op de voorgaande albums. "Desert Plains" is een cover van het Judas Priest-nummer van het album Point of Entry.

## Tracklist
Alle nummers zijn geschreven en gecomponeerd door Piet Sielck, tenzij anders vermeld.
1. "Iron Savior" (live) (4:40)
2. "Brave New World" (live) (4:44)
3. "Watcher in the Sky" (live - Sielck, Kai Hansen) (5:39)
4. "Riding on Fire" (live) (5:26)
5. "For the World" (live) (6:00)
6. "Contortions of Time" (Sielck, Jan-Sören Eckert) (6:25)
7. "Touching the Rainbow" (5:22)
8. "Stonecold" (4:30)
9. "The Hatchet of War" (Sielck, Eckert) (5:51)
10. "Desert Plains" (Judas Priest cover) (4:37)

## Bandleden

### Iron Savior
- Piet Sielck – zang, achtergrondzang, gitaar
- Jan-Sören Eckert – basgitaar, achtergrondzang
- Kai Hansen – zang, gitaar
- Andreas Kück – keyboard, achtergrondzang
- Thomas Nack – drums

### Productie
- Piet Sielck – productie, technicus, mixage
- Roxanne – opnametechnicus (alleen livenummers)
- Ernst Seider – technicus (alleen livenummers)
- Tim Sielck, Rainer Drechsler, Melanie Dreysse, Angela Sielck, Gryta Coates – foto's
- Angelika Bardou – ontwerp en illustraties